# Malarstwo renesansu

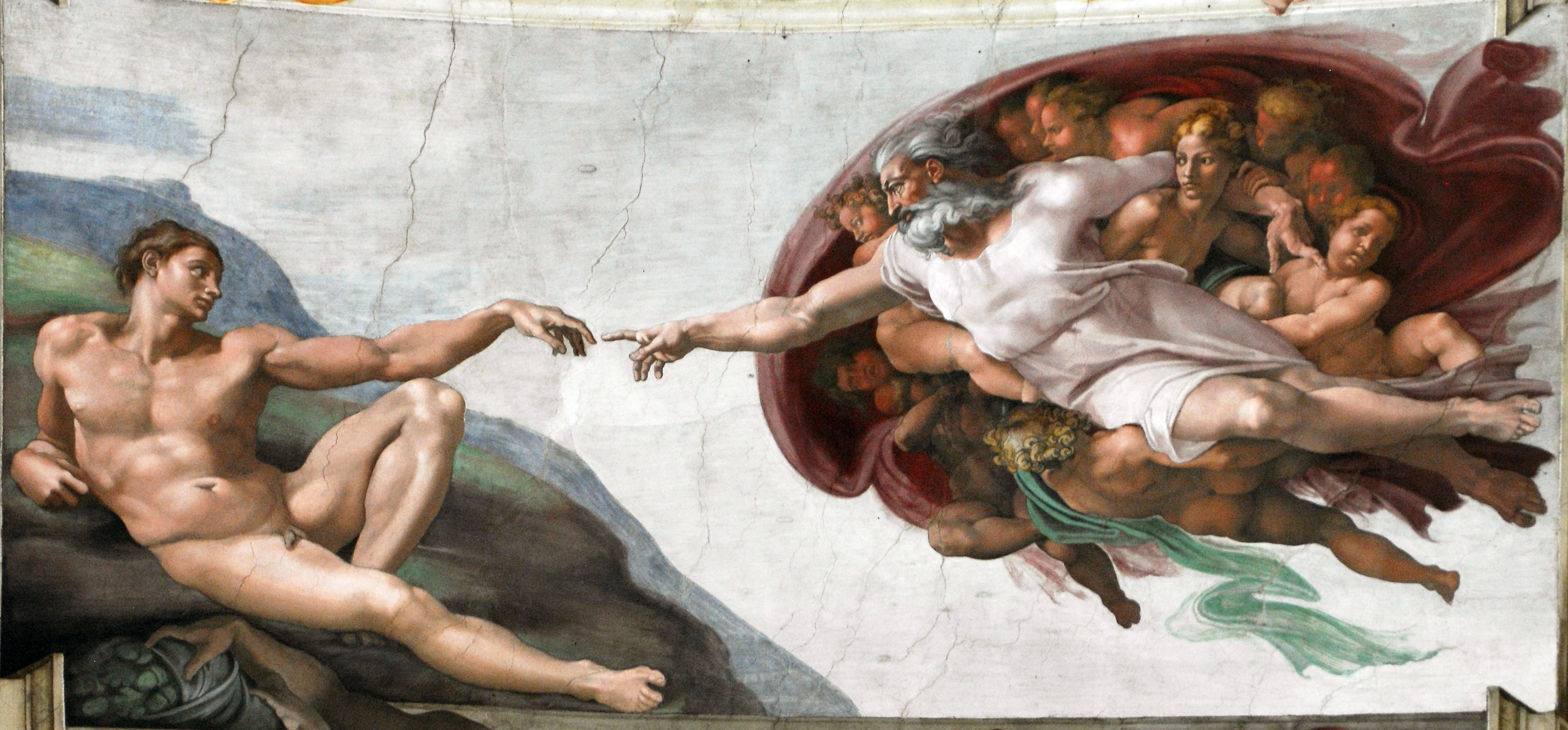
Michał Anioł, Bóg tworzy Adama

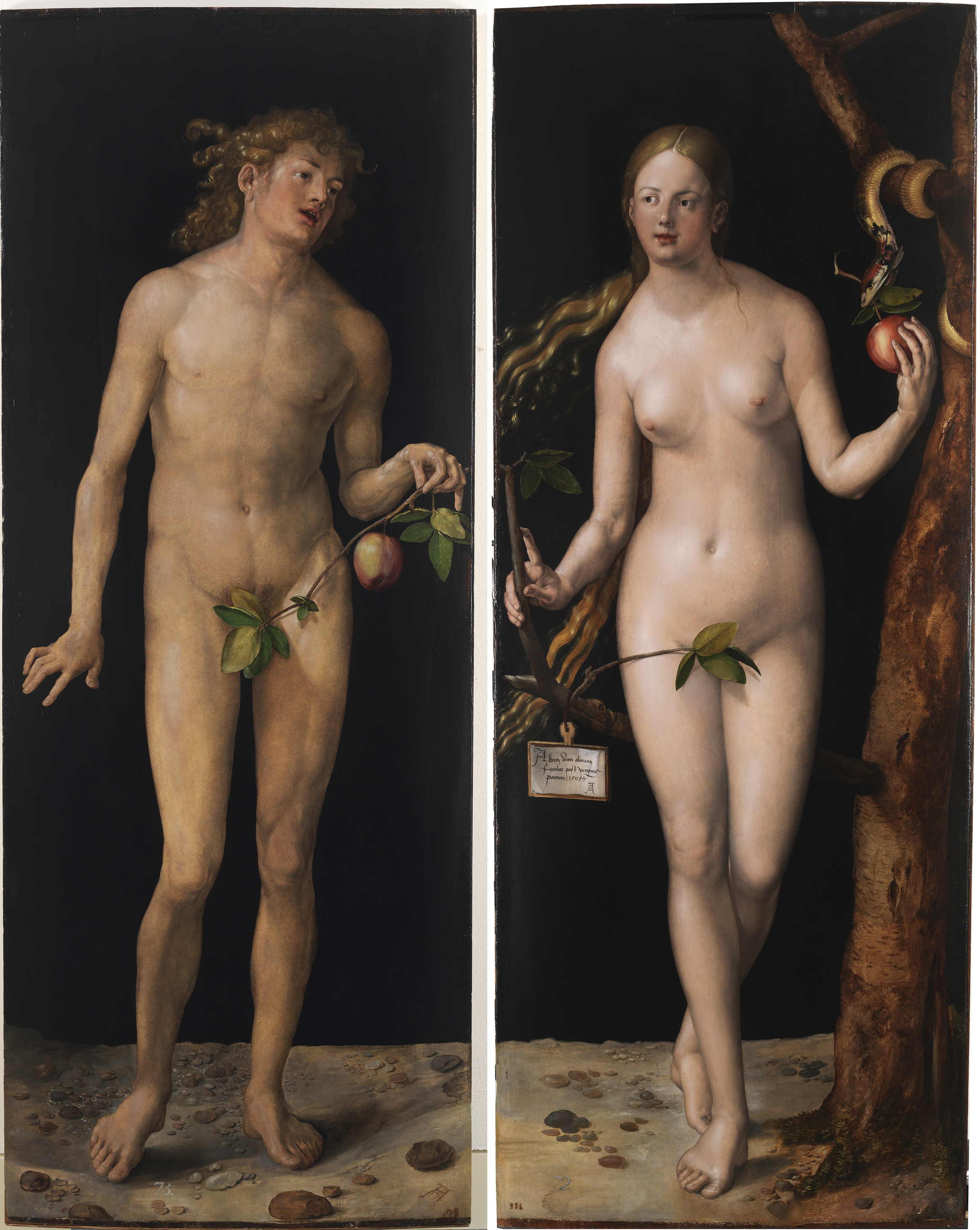
Albrecht Dürer, Adam i Ewa

Malarstwo renesansu – styl w malarstwie zachodniej Europy XV i XVI wieku. Malarstwo renesansowe rozkwitło najwcześniej we Włoszech.

## Charakterystyka
We Florencji, Rzymie, Wenecji i innych włoskich miastach artyści zaczęli na nowo odnajdywać piękno sztuki antyku. Zaczęto znów malować postacie w akcie, nawet postacie biblijne (np. Masaccio – Wygnanie z raju). Również tematyka mitologiczna stała się bardzo popularna (np. Szkoła Ateńska Rafaela). We Włoszech ukształtowało się malarstwo portretowe i powstał prototyp popularnego w późniejszej sztuce niderlandzkiego baroku pejzażu (np. Burza Giorgione).
Istotną nowością był wynalazek zbieżnej perspektywy geometrycznej, linearnej oraz powietrznej.
Portrety malowano na tle pejzaży, co jest potwierdzeniem silnego zwrotu malarstwa renesansowego ku naturze. Wprowadzono sfumato, a światło na obrazach jest lekko zamglone oraz wykorzystywany jest światłocień.
Malarze renesansowi opierali się na trzech ważnych zasadach. Pierwszą z nich było zainteresowanie się na nowo antykiem i systematyczne badania sztuki starożytnej, drugą skupienie się na człowieku (humanizm), a trzecią, odkrycie i opanowanie zasad perspektywy linearnej. Dzięki tym trzem zasadom dokonał się prawdziwy przewrót w sztuce zachodu. Źródłem inspiracji dla malarzy renesansowych była z jednej strony natura, którą cierpliwie obserwowali, z drugiej zaś sztuka starożytna, gorliwie studiowana, w tym okresie we wszystkich pracowniach malarzy, rzeźbiarzy i architektów.

## Malarze renesansowi

### Malarze włoscy
| quattrocento: | cinquecento: |
| - Antonello da Messina - Antonio Pollaiuolo - Masolino da Panicale - Giovanni di Paolo - Melozzo da Forlì - Pisanello Florencja: - Andrea del Castagno - Benozzo Gozzoli - Domenico Ghirlandaio - Domenico Veneziano - Fra Angelico - Fra Filippo Lippi - Filippino Lippi - Lorenzo di Credi - Masaccio - Pesellino - Pesello - Paolo Uccello - Sandro Botticelli - Andrea del Verrocchio - Zanobi Machiavelli Umbria: - Luca Signorelli - Piero della Francesca - Pietro Perugino - Pinturicchio Padwa: - Andrea Mantegna Wenecja: - Gentile Bellini - Jacopo Bellini - Giovanni Bellini - Carlo Crivelli - Vittore Carpaccio | - Francesco Squarcione - Moretto da Brescia - Ercole de’ Roberti Rzym: - Donato Bramante - Michał Anioł Buonarroti - Rafael Santi Wenecja: - Giorgione - Tycjan - Paolo Veronese Mediolan: - Bergognone - Leonardo da Vinci leonardianie: - Bernardino Luini - Giovanni Antonio Bazzi Parma: - Correggio Florencja: - Andrea del Sarto - Fra Bartolomeo - Piero di Cosimo |

### Malarze szkół północnych

#### Malarze niderlandzcy
- Robert Campin (Mistrz z Flémalle)
- Rogier van der Weyden
- Hieronim Bosch
- Piotr Bruegel
- Jan van Eyck
- Hans Memling

#### Malarze niemieccy
- Albrecht Dürer
- Lucas Cranach starszy
- Lucas Cranach młodszy
- Hans Cranach
- Matthias Grünewald
- Hans Holbein

#### Malarze francuscy
- Jean Clouet
- François Clouet
- Jean Cousin st.

## Galeria

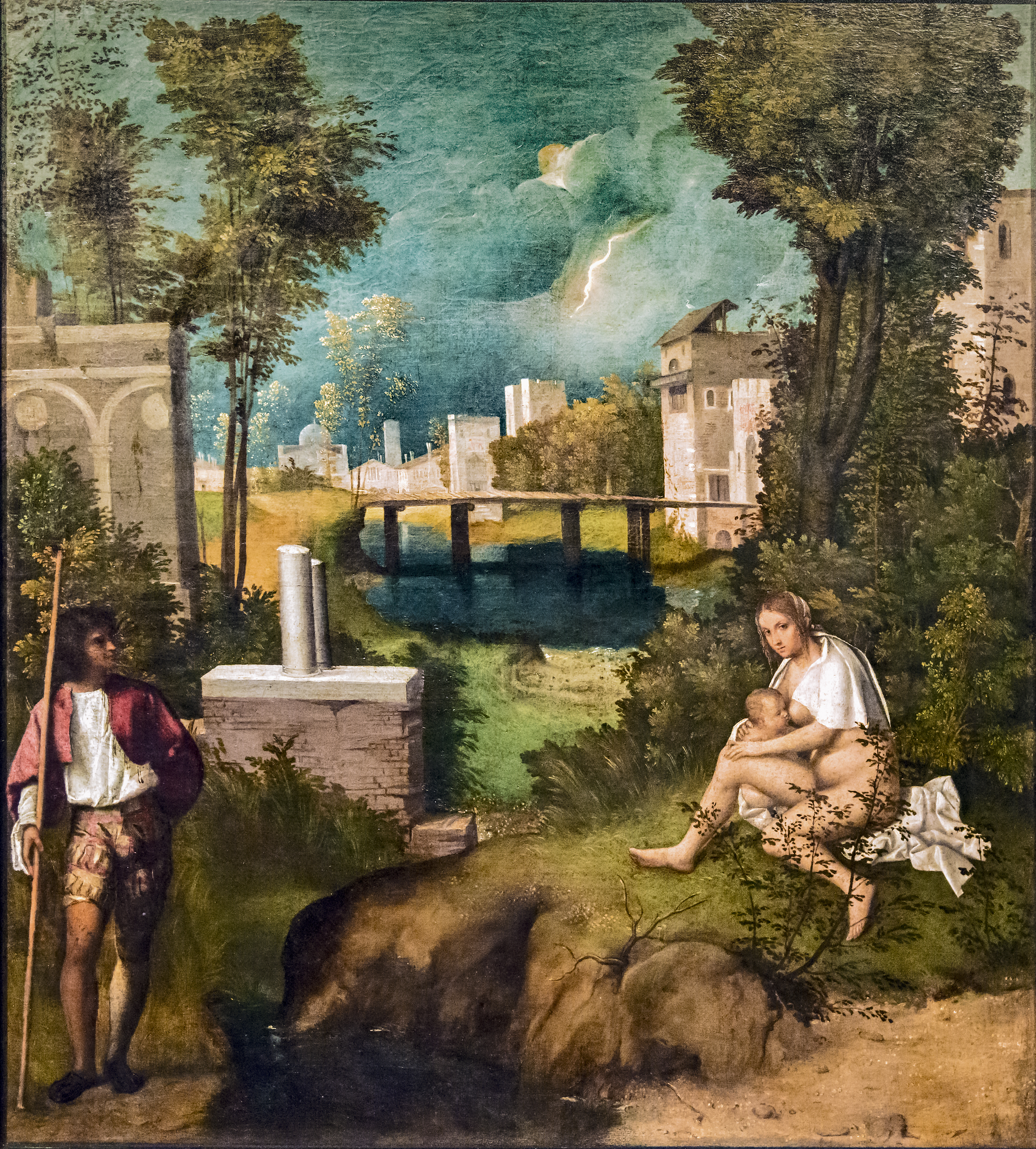
Giorgione, Burza
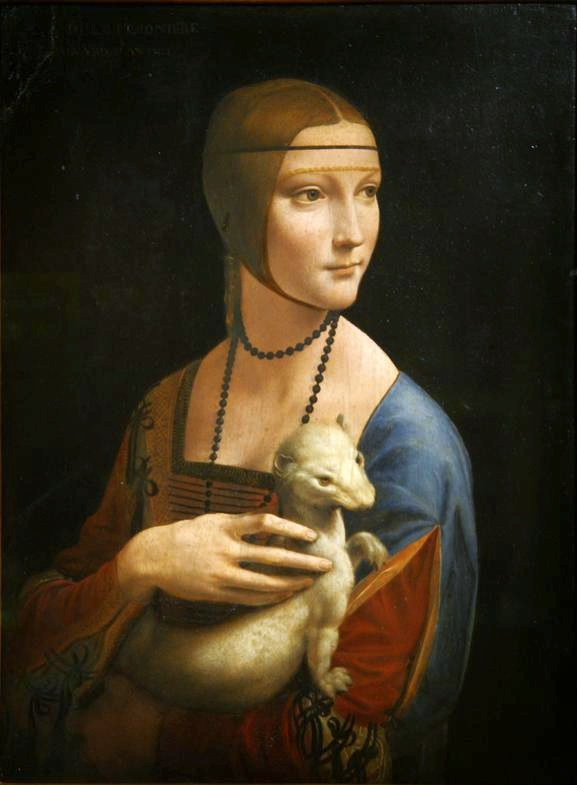
Leonardo da Vinci, Dama z gronostajem
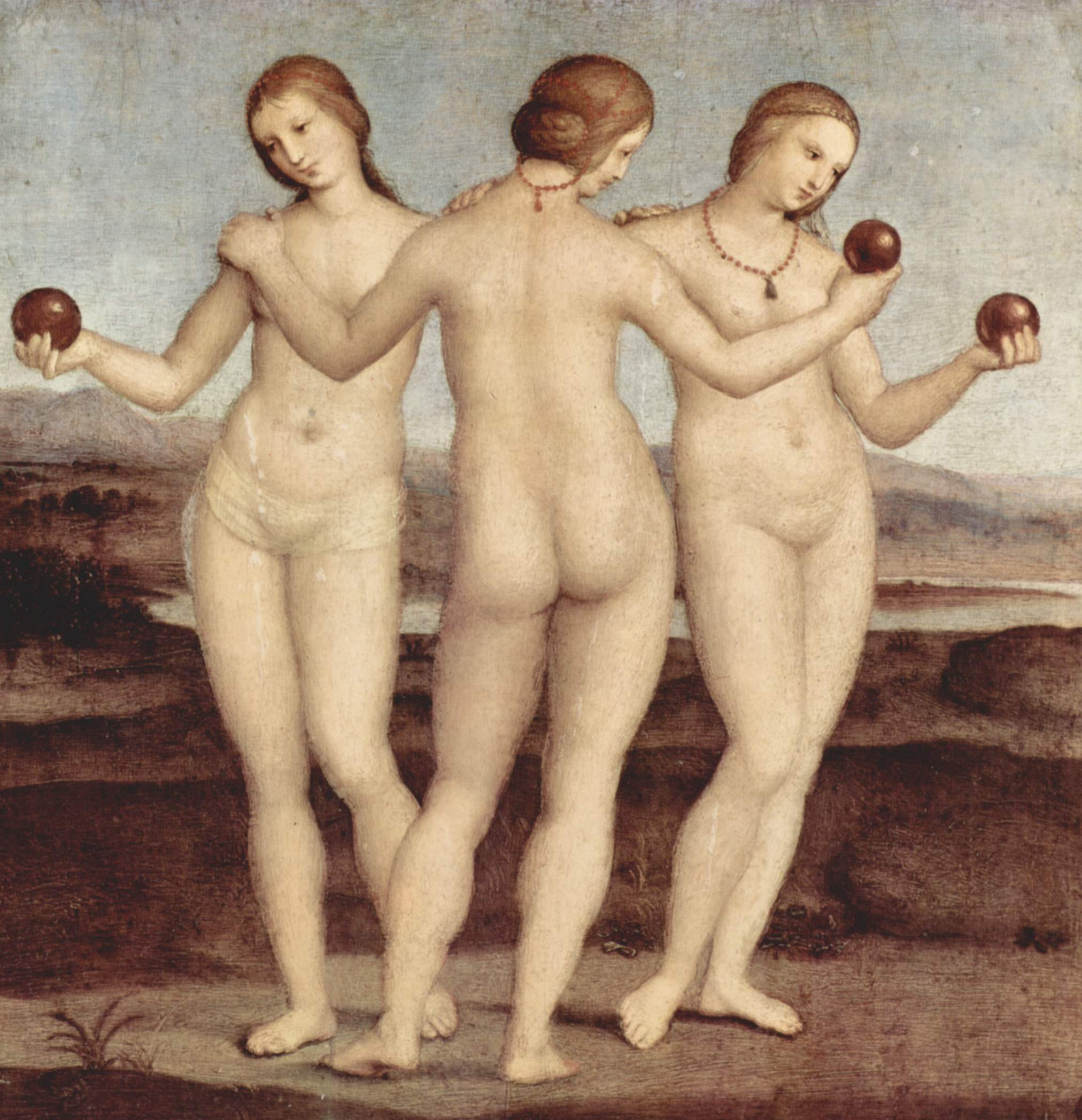
Rafael Santi, Trzy Gracje
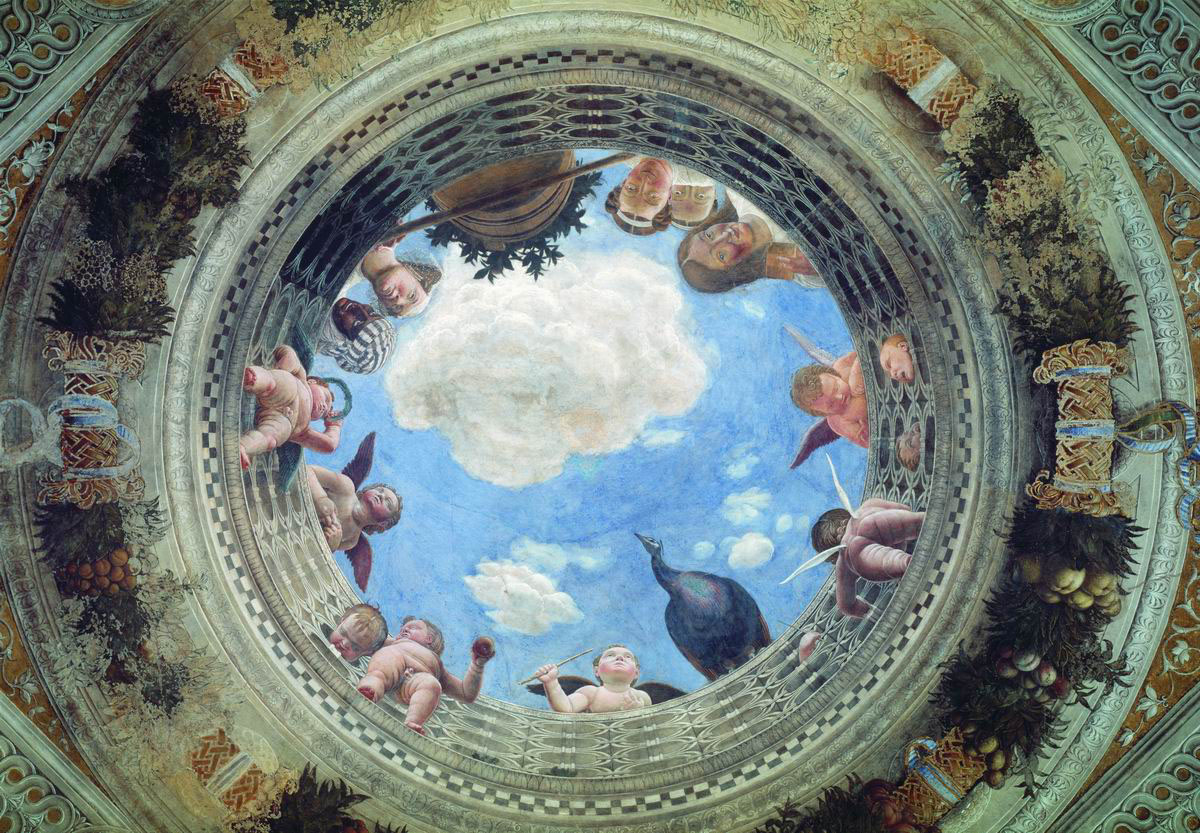
Andrea Mantegna
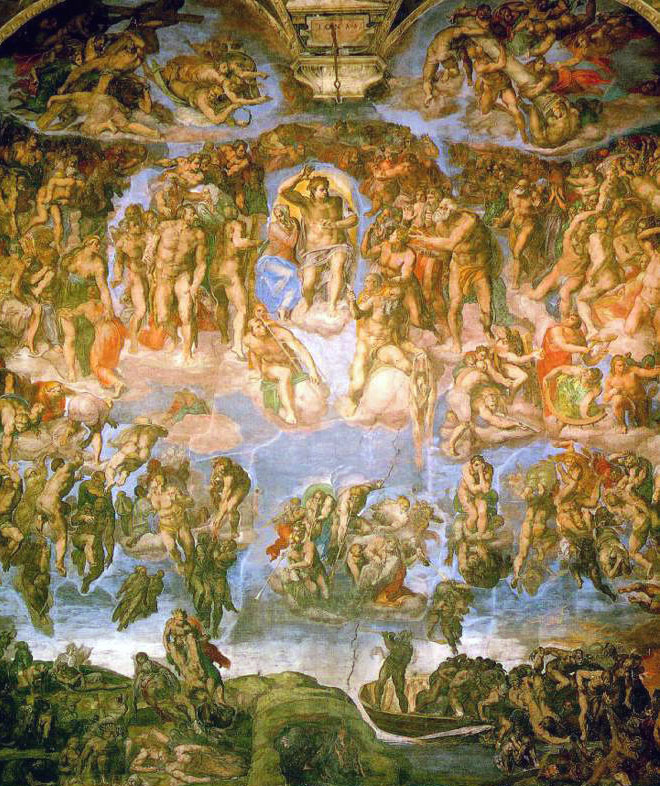
Michał Anioł, Sąd Ostateczny – fresk w Kaplicy Sykstyńskiej
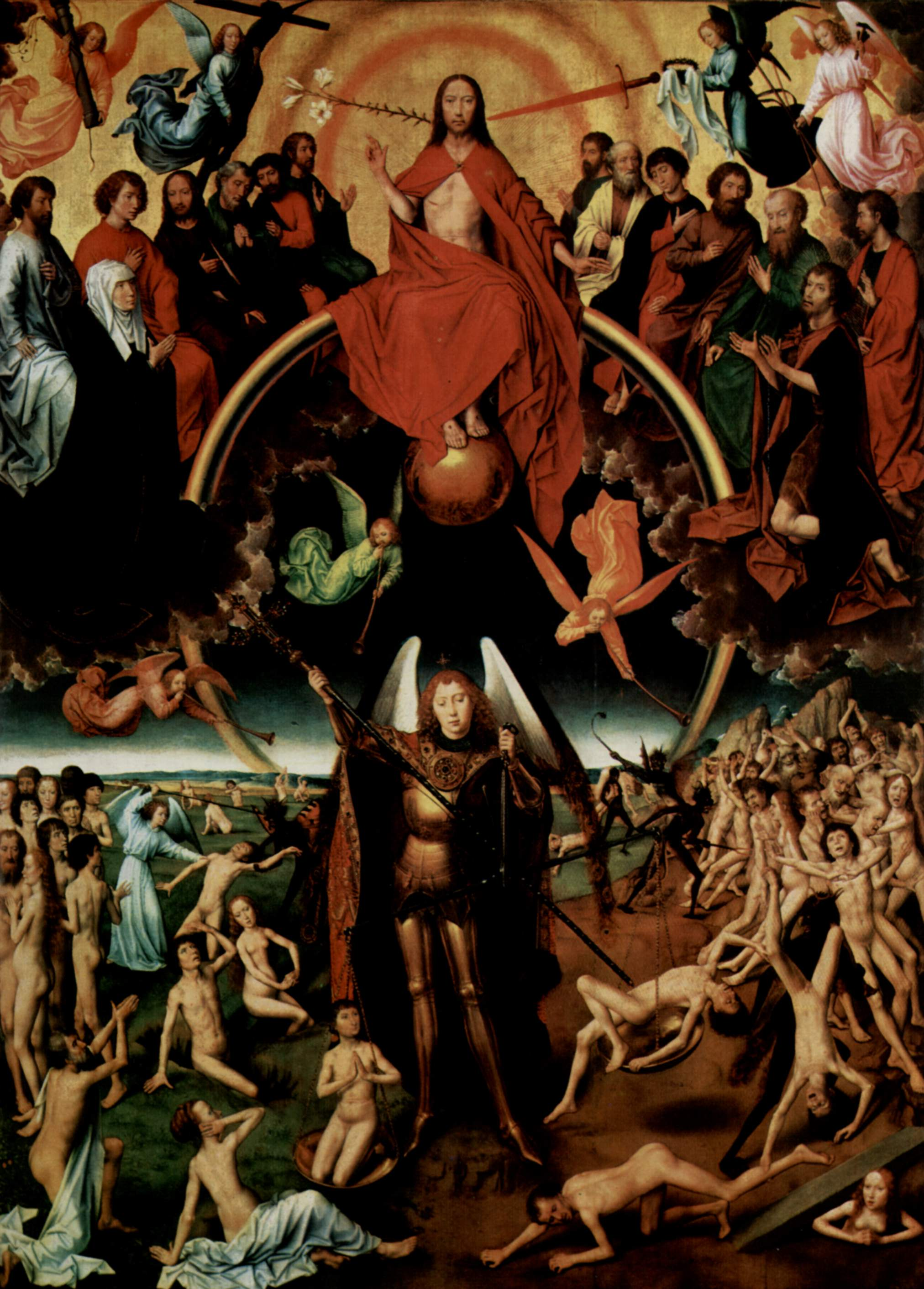
Hans Memling, fragment Sądu Ostatecznego
Albrecht Dürer, Autoportret
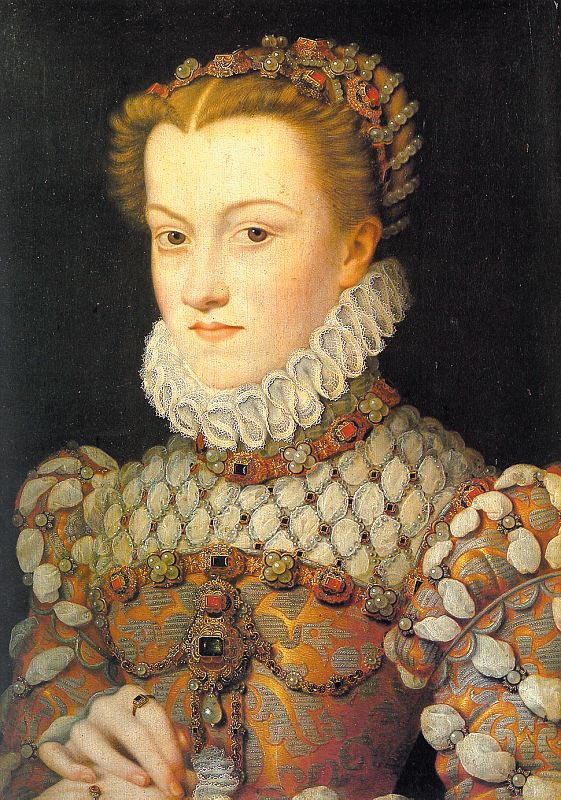
François Clouet, Elżbieta Austriacka